# Epidius pallidus
Epidius pallidus es una especie de araña cangrejo del género Epidius, familia Thomisidae.

## Distribución
Esta especie se encuentra en Indonesia.

## Taxonomía
Fue descrita por Thorell en 1890.
Tratamiento taxonómico
La especie aparece registrada y publicada en Diagnoses aranearum aliquot novarum in Indo-Malesia inventarum. Annali del Museo Civico di Storia Naturale di Genova 30: 132–172.